# Tina Turner
Tina Turner (született: Anna Mae Bullock; Brownsville, Tennessee, 1939. november 26. – Küsnacht, Svájc, 2023. május 24.) többszörös Grammy-díjas amerikai származású  énekes, dalszerző. Az Ike & Tina Turner duó énekesnőjeként vált ismertté, majd a válásuk után az 1980-as években szólókarrierbe kezdett és több mint 180 millió eladott lemezével a megtisztelő „Rock ’n’ Roll királynője” jelzőt kapta. Az egyik legsikeresebb és legbefolyásosabb énekesnőnek tartják, aki úttörő szerepet játszott a soul, a rock és a popzene területén.
1957-ben kezdte pályafutását Ike Turner Kings of Rhythm együttesében. Little Ann néven 1958-ban jelent meg első felvétele, a Boxtop. 1960-ban debütált Tina Turner néven az A Fool in Love című duettel. Az Ike & Tina Turner duó „a történelem egyik legformabontóbb zenei formációjává vált”. Olyan slágereket adtak ki 1976-os feloszlásukig, mint az It’s Gonna Work Out Fine, a River Deep – Mountain High, a Proud Mary és a Nutbush City Limits.
Az 1980-as években Turner elindította „a zenetörténelem egyik legnagyobb visszatérését”. 1984-es, többszörös platinalemezes Private Dancer című albumáról kiadta a What’s Love Got to Do with It című slágert, amely elnyerte Az év felvételének járó Grammy-díjat, és Turner első és egyetlen első helyezett dala lett a Billboard Hot 100-as listáján. 44 évesen ő volt a legidősebb női szólóelőadó, aki a Hot 100-as lista élére került. Slágerlistás sikerét tovább folytatta a Better Be Good to Me, a Private Dancer, a We Don’t Need Another Hero (Thunderdome), a Typical Male, a The Best, az I Don’t Wanna Fight és a GoldenEye című dalokkal. 1988-as Break Every Rule világ körüli turnéja során felállította az akkori Guinness-világrekordot a szólóelőadók legnagyobb fizető közönségével (180 000).
Zenei karrierje mellett játszott a Tommy (1975) és a Mad Max 3. (1985) című filmekben is. 1993-ban került a mozikba a What’s Love Got to Do with It című életrajzi filmje, amely az I, Tina: My Life Story című önéletrajzi könyvéből készült. 2009-ben Turner visszavonult, miután befejezte a Tina! 50th Anniversary Tour elnevezésű turnéját, amely a 2000-es évek 15. legnagyobb bevételt hozó turnéja volt. 2018-ban musical formájában Tina címmel színpadra vitték az énekesnő életét és karrierjét.
Világszerte több mint 100 millió eladott lemezzel minden idők egyik legsikeresebb előadója. 12 Grammy-díjat kapott, ebből nyolcat a különböző kategóriákban megszavazva, ezenfelül neki ítéltek három Grammy Hall of Fame-díjat és egy Grammy Életmű-díjat. Ő volt az első afroamerikai előadó és az első nő, aki a Rolling Stone magazin címlapjára került. A Rolling Stone minden idők 100 legjobb előadója és minden idők 100 legjobb énekese közé sorolta. Turner csillagot kapott a Hollywood Walk of Fame-en és a St. Louis Walk of Fame-en. Kétszer is bekerült a Rock and Roll Hall of Fame-be: 1991-ben Ike Turnerrel együtt, 2021-ben pedig szólóelőadóként. Emellett 2005-ben a Kennedy Center Honors a munkássága előtt tisztelgett, valamint megválasztották az Év nőjének is.

## Gyermekkora
1939. november 26-án született Anna Mae Bullock néven a Tennessee állambeli Brownsville-ben, Floyd Richard Bullock és felesége, Zelma Priscilla (született Currie) legkisebb lányaként. A család a Tennessee állambeli Nutbush-ban lakott, ahol apja a 180-as országúton lévő Poindexter Farmon dolgozott a földművesek felügyelőjeként; Turner később felidézte, hogy fiatal korában gyapotot szedett a családjával. Amikor részt vett a PBS African American Lives 2 című sorozatában Henry Louis Gates Jr. megosztotta a genealógiai DNS-teszt becsléseit, és nyomon követte a családja idővonalát. Korábban úgy vélte, hogy jelentős mennyiségű indián felmenője van.
Bullocknak két idősebb nővére volt, Evelyn Juanita Currie és Ruby Alline Bullock, egy dalszerző. Eugene Bridges első unokatestvére. A három nővért kisgyermekként elválasztották egymástól, amikor szüleik a Tennessee állambeli Knoxville-be költöztek, hogy a második világháború alatt egy védelmi létesítményben dolgozzanak. Bullock szigorú, vallásos apai nagyszüleihez, Alex és Roxanna Bullockhoz költözött, akik a Woodlawn Missziós Baptista Egyház diakónusa és diakonisszája voltak. A háború után a testvérek ismét együtt laktak szüleikkel Knoxville-ben. Két évvel később a család visszatért Nutbushba, ahol Bullock elsőtől nyolcadik osztályig a Flagg Grove Általános Iskolába járt.
Fiatal lányként Bullock a nutbush-i Spring Hill Baptist Church templomi kórusában énekelt. Amikor 11 éves volt, édesanyja, Zelma figyelmeztetés nélkül elszökött, és a Floyddal való bántalmazó kapcsolata elől a szabadságot keresve 1950-ben St. Louisba költözött. Két évvel azután, hogy anyja elhagyta a családot, apja feleségül vett egy másik nőt, és 1952-ben Detroitba költözött. Bullock és testvérei anyai nagyanyjukhoz, Georgeanna Currie-hez kerültek a Tennessee állambeli Brownsville-be. Az I, Tina című önéletrajzi könyvében azt állította, hogy a szülei nem szerették, és nem akarták őt. Zelma azt tervezte, hogy elhagyja Floydot, de meggondolta magát, miután teherbe esett. Turner így emlékezett vissza: „Nagyon fiatal nő volt, aki nem akart még egy gyereket”.
Tizenévesen Bullock cselédként dolgozott a Henderson családnál. A Henderson-házban volt, amikor értesítették, hogy féltestvére, Evelyn autóbalesetben meghalt, unokatestvéreivel, Margaret és Vela Evansszel együtt. Bullock, aki saját bevallása szerint vadóc lány volt, a Brownsville-i Carver High Schoolban csatlakozott a pompomlány- és a női kosárlabdacsapathoz is, és „minden adandó alkalommal szocializálódott”. Amikor Bullock 16 éves volt, nagyanyja meghalt, ezért édesanyjához költözött St. Louisba. 1958-ban érettségizett a Sumner High Schoolban. Érettségi után Bullock ápolónőként dolgozott a Barnes-Jewish kórházban.

## Ike & Tina Turner

### 1957–1960: A kezdetek
Bullock és nővére elkezdtek St. Louis és East St. Louis éjszakai klubjaiba járni. Először az East St. Louis-i Manhattan Clubban látta Ike Turnert a Kings of Rhythm zenekarával fellépni. Bullockot lenyűgözte a tehetsége, és felidézte, hogy „szinte transzba esett”, amikor látta őt játszani. Megkérte Turnert, hogy énekelhessen a zenekarában, annak ellenére, hogy kevés nő énekelt vele. Turner azt válaszolta, hogy majd felhívja, de nem tette meg. 1957-ben egy este a Kings of Rhythm dobosától, Eugene Washingtontól kapta meg a mikrofont egy szünetben, és elénekelte B.B. King blues balladáját, a You Know I Love You-t. Miután Turner hallotta őt énekelni, megkérdezte tőle, hogy tud-e még több dalt. A lány az este hátralévő részében énekelt, és a zenekarának kiemelt énekese lett. Ez idő alatt megtanította neki az éneklés és az előadásmód finomságait. Bullock első felvétele 1958-ban készült Little Ann néven a Boxtop című kislemezen. A lemezen Ike és a Kings of Rhythm énekese, Carlson Oliver mellett vokalistaként szerepel.

### 1960–1965: Kezdeti sikerek

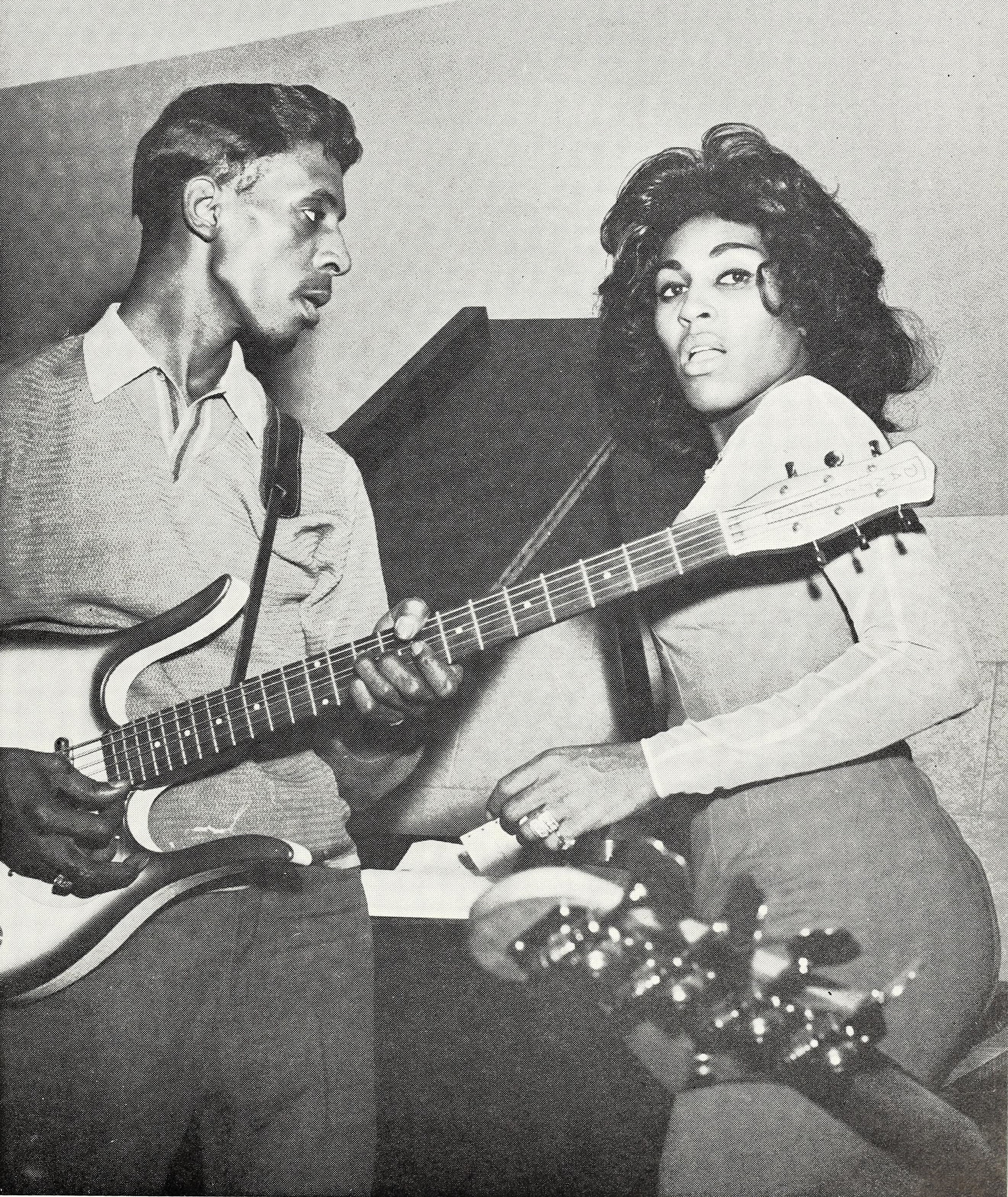
Ike & Tina Turner a Cash Box 1962. június 30-i számának címlapján

Bullock 1960 júliusában Tina Turner néven mutatkozott be a nagyközönségnek az A Fool in Love című kislemezzel. A dal a Hot R&B Sides listán a második, a Billboard Hot 100-on pedig a 27. helyig jutott. Kurt Loder újságíró úgy jellemezte a számot, mint „a legszínesebb lemez, amely valaha is bekúszott a fehér poplistákra Ray Charles gospel stílusú What’d I Say című száma óta, amely az előző nyáron jelent meg”. A duó másik kislemeze, az It’s Gonna Work Out Fine 1961-ben a Hot 100-as listán a 14., az R&B listán pedig a második helyig jutott, valamint Grammy-jelölést kaptak A legjobb rock and roll előadás kategóriában. Az Ike & Tina 1960 és 1962 között további kislemezeket adott ki, köztük az I Idolize You, a Poor Fool és a Tra La La La La La című R&B slágereket.
Az A Fool in Love megjelenése után Ike létrehozta az Ike & Tina Turner Revue-t, amelyben a Kings of Rhythm és egy lányegyüttes, az Ikettes is közreműködött, mint háttérénekesek és táncosok. Zenekarvezetőként a háttérben maradt. Ike az egész revüvel turnéra indult az Egyesült Államokban, és 90 napon át folyamatosan fellépett az ország különböző helyszínein. A Chitlin’ Circuit idején az Ike & Tina Turner Revue „az egyik legdögösebb, legkitartóbb és potenciálisan legrobbanékonyabb R&B együttesként” szerzett hírnevet, amely a zenei látványosság tekintetében vetekedett a James Brown Revue-val. Nyereséges fellépéseiknek köszönhetően déli kluboknak és szállodáknak deszegregált közönsége előtt is felléphettek.
Első kreditált kislemeze szólóelőadóként, a Too Many Ties That Bind/We Need an Understanding, 1964-ben jelent meg Ike kiadójánál, a Sonja Recordsnál. A duó másik kislemeze, a You Can’t Miss Nothing That You Never Had a Billboard R&B lista 29. helyéig jutott. A Sue Recordsnál töltött idő után a duó az évtized hátralévő részében több mint tíz kiadóhoz szerződött, köztük a Kent, a Cenco, a Tangerine, a Pompeii, az A&M és a Minit lemezkiadóhoz. 1964-ben leszerződtek a Loma Recordshoz, a Warner Bros. Records leányvállalatához, amelyet Bob Krasnow vezetett. Krasnow lett a menedzserük nem sokkal azután, hogy elhagyták a Sue Records-ot. A Warner Bros. kiadónál jelent meg első slágerlistás albumuk, a Live! The Ike & Tina Turner Show, amely 1965 februárjában a Billboard Hot R&B LPs listájának nyolcadik helyén végzett. A Loma kiadónál megjelent Tell Her I’m Not Home és a Modern Recordsnál megjelent Good Bye, So Long című kislemezük 1965-ben a Top 40-ben szerepelt a R&B-dalok listáján.
Ismertségét az olyan műsorokban való többszöri önálló szereplés növelte, mint az American Bandstand és a Shindig!, míg az egész együttes a Hollywood A Go-Go című műsorban szerepelt. 1965-ben Phil Spector zenei producer részt vett Ike és Tina Turner koncertjén a Sunset Strip egyik klubjában, és meghívta őket, hogy szerepeljenek a The Big T.N.T. Show című koncertfilmben.

### 1966–1976: Mainstream siker

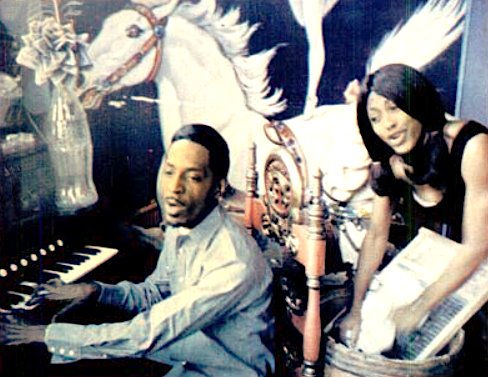
Ike & Tina Turner Dennis Hopper fényképén 1966-ban

A duó The Big T.N.T. Show-ban nyújtott teljesítménye lenyűgözte Phil Spectort, aki szívesen lett volna a Turner producere. Ike & Tina Turner menedzserével, Bob Krasnow-val üzletet kötöttek, aki egyben a Loma vezetője is volt, Spector 20 000 dollárt ajánlott fel a kreatív irányításért a munkamenetek felett, hogy Turner producere legyen, és hogy felmentse őket a Loma-val kötött szerződésük alól. 1966 áprilisában Spector Philles kiadójához szerződtek, miután Turner már felvételt készített vele. Első kislemezük az ő kiadójánál, a River Deep – Mountain High 1966 májusában jelent meg. Spector ezt a lemezt, amelyen Turner maximális energiával szólal meg a „Wall of Sound” hangzás felett, a legjobb munkájának tartotta. A dal sikeres volt a tengerentúlon, a brit kislemezlistán a 3. helyig jutott, Spanyolországban pedig a Los 40 Principales listán listavezető volt, de a Billboard Hot 100-on nem jutott a 88. helynél magasabbra. A lemez hatására Ike & Tina Turner 1966 őszén a Rolling Stones brit turnéjának előzenekara lett. 1967 novemberében Turner lett az első női előadó és az első színesbőrű művész, aki a Rolling Stone magazin címlapján szerepelt.
A duó 1968-ban leszerződött a Blue Thumb Recordshoz, és 1969-ben megjelentették az Outta Season című albumot. Az albumon Otis Redding I’ve Been Loving You Too Long című dalának feldolgozása került a slágerlistákra. Még abban az évben kiadták a The Hunter című albumot. A címadó dal, Albert King The Hunter című száma Grammy-jelölést hozott Turnernek A legjobb női R&B énekes kategóriában. Az albumok sikerének köszönhetően a revü Las Vegasban is fellépett, ahol számos híresség, köztük David Bowie, Sly Stone, Janis Joplin, Cher, James Brown, Ray Charles, Elton John és Elvis Presley is részt vett a koncertjeiken.

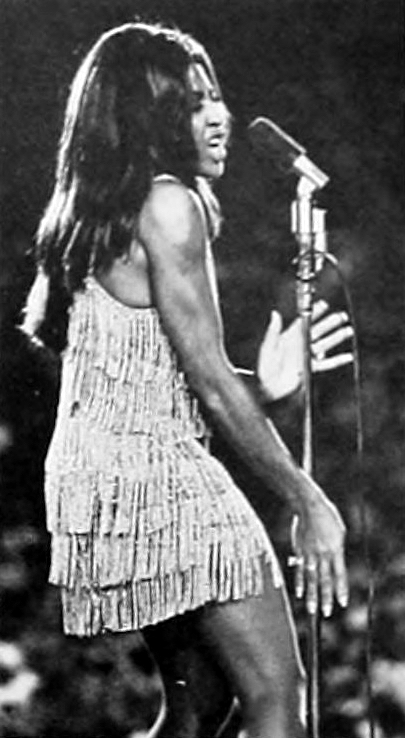
A Tulane Stadion színpadán a Soul Bowl '70 alatt, 1970. október 24-én

1969 őszén Ike és Tina Turner ismertségét hazájukban az emelte, hogy a Rolling Stones együttes amerikai turnéján is előzenekaraként léptek fel. A The Ed Sullivan Show-ban, a Playboy After Darkban és a The Andy Williams Show-ban való fellépésükkel még nagyobb ismertségre tettek szert.. A duó 1970-ben két albumot adott ki Come Together és Workin’ Together címekkel. Az I Want to Take You Higher feldolgozásuk a Hot 100-as listán a 34. helyen végzett, míg a Sly and the Family Stone eredeti dala négy számmal alatta szerepelt. A Come Together és a Workin’ Together albumok fordulópontot jelentettek karrierjükben, amikor a szokásos R&B repertoárjukról áttértek a rockosabb dallamokra, például a Come Together, a Honky Tonk Woman és a Get Back számokban.
1971 elején a Creedence Clearwater Revival Proud Mary című dalának feldolgozása lett a legnagyobb slágerük. A kislemez a Hot 100-as lista 4. helyére került, és több mint egymillió példányban kelt el, valamint Grammy-díjat nyertek A legjobb R&B duó vagy együttes kategóriában. 1971 júliusában jelent meg a What You Hear Is What You Get című koncertalbumuk. Ezt a Carnegie Hallban vették fel, és ez lett az első aranylemezük. Még abban az évben az Ooh Poo Pah Doo című számmal bekerültek a Top 40-be az R&B slágerlistán. A következő három kislemezük, az I’m Yours (Use Me Anyway You Wanna), az Up in Heah és a Early One Morning (egy Little Richard-feldolgozás) mind a 47. helyig jutott az R&B listán.
1972-ben nyitották meg a Bolic Sound hangstúdiót inglewoodi otthonuk közelében. Miután a Liberty-t beolvasztották a United Artists Recordsba, ehhez a kiadóhoz kerültek. Ez idő tájt több dalt kezdett írni. Az 1972-es Feel Good című albumuk tíz számából kilencet ő írt. 1973-as slágerük, a Nutbush City Limits (No. 22 Pop, No. 11 R&B), amelynek szerzője Turner volt, Ausztriában az első, az Egyesült Királyságban a negyedik, több más országban pedig a top 5-be került. A BPI ezüst minősítéssel illette, mivel negyedmillió példányban kelt el az Egyesült Királyságban. Sikerük eredményeképpen megkapták az első alkalommal kiosztott Golden European Record Award díjat, amiért több mint egymillió lemezt adtak el a Nutbush City Limits-ból Európában. Következő slágereik közé tartozott a Sweet Rhode Island Red és a Sexy Ida 1974-ben.
1974-ben a duó kiadta a Grammy-díjra jelölt The Gospel According to Ike & Tina című albumot, amelyet A legjobb soul-gospel előadás kategóriában jelöltek. Ike szólóban is kapott egy jelölést az albumon található Father Alone című kislemezéért. Turner első szólóalbuma, a Tina Turns the Country On! A legjobb női R&B énekes kategóriában kapott jelölést. Ebben az évben Turner Londonban forgatta a Tommy című rockoperát. Ő játszotta a drogfüggő prostituáltat, Acid Queen-t; alakítását a kritikusok elismeréssel fogadták. Röviddel a forgatás befejezése után Turner megjelent Ann-Margret tévés különkiadásában. A Tommy 1975-ös megjelenését követően Turner újabb szólóalbumot adott ki, Acid Queen címmel. Az album a Billboard R&B listáján a 39. helyig jutott. A Baby, Get It On című kislemez és a Led Zeppelin Whole Lotta Love című dalának feldolgozása is megjelent róla.
1976-ban a New York-i Waldorf Astoria színpadán léptek fel, és televíziós szerződést kötöttek a CBS-TV-vel.

### 1976: A feloszlás
Az 1970-es évek közepére Ike erősen kokainfüggő lett, ami megnehezítette kapcsolatát vele. Ike azt tervezte, hogy elhagyja a United Artists Records-ot, és ötéves szerződést köt a Cream Records-szal évi 150 000 dollárért; a szerződéskötést 1976. július 5-ére tervezték. Július 1-jén Turnerék Los Angelesből Dallasba repültek, ahol a revü a Dallas belvárosában lévő Statler Hiltonban lépett fel. Útban a hotel felé összetűzésbe keveredtek, ami tettlegességig fajult. Röviddel a szállodába érkezés után Turner elmenekült Ike elől mindössze 36 centtel a zsebében, és az autópálya túloldalán lévő Ramada Innben bújt el. Július 27-én adta be a válókeresetet, amelyet 1978. március 29-én véglegesítettek. Különválásuk után a United Artists még két stúdióalbumot adott ki a duó neve alatt: Delilah’s Power (1977) és Airwaves (1978).

## Szólókarrier

### 1976–1983: A kezdetek
1976-ban és 1977-ben olyan televíziós műsorokban való szerepléssel keresett jövedelmet, mint a The Hollywood Squares, a Donny & Marie, a The Sonny & Cher Show és a The Brady Bunch Hour. Az Ike-tól való különválása után egyre több per indult az Ike & Tina Turner lemondott koncertjei miatt. Turner folytatta a turnézást, hogy adósságait a United Artists vezetőjétől, Mike Stewarttól kapott pénzzel fizesse ki. 1977-ben Turner átformálta imidzsét és szexibb külsővel, valamint Bob Mackie által készített öltözékekben jelent meg. A Las Vegas-i Caesars Palace-ban egy sor kabaréműsor főszereplője volt, és az Egyesült Államok kisebb helyszínein is fellépett. Még abban az évben elindult első önálló koncertkörútjára Ausztráliában.
1978-ban kiadta harmadik szólóalbumát Rough címmel a United Artists gondozásában, amelyet Észak-Amerikában és Európában az EMI forgalmazott. Ez az album, valamint az 1979-ben megjelent Love Explosion, amely egy rövid kitérőt tartalmazott a diszkózene felé, nem került a listákra, így a United Artists Records és Turner útjai elváltak. Új sláger hiányában is folytatta fellépéseit és elindult második önálló turnéjára.
1979-ben Roger Davies ausztrál menedzser beleegyezett, hogy menedzselje Turnert, miután látta őt fellépni a San Francisco-i Fairmont Hotelben. 1979 elején Turner Olaszországban dolgozott a Rete 1 TV Luna Park című sorozatának állandó szereplőjeként, amelynek műsorvezetői Pippo Baudo és Heather Parisi voltak. Még abban az évben elindult egy vitatott, öt hetes dél-afrikai turnéra az apartheid rezsim idején. Később megbánta a döntését, és azt állította, hogy „naiv volt a dél-afrikai politikával kapcsolatban”.
1981 októberében Rod Stewart megjelent Turner a New York-i Ritzben tartott fellépésén, és meghívta, hogy adja elő vele a Hot Legs című dalt a Saturday Night Live-ban. Novemberben Turner volt a Rolling Stones előzenekara az 1981-es amerikai turnéjukon. Turner 1982 márciusában fellépett a Willem Ruis show-ban (Hollandia), melynek eredménye a Shame, Shame, Shame című sláger lett (47. helyezést ért el Hollandiában). 1982-ben Turner felvétele a Temptations Ball of Confusion című dalából a BEF brit produkciós csapat számára, az európai táncklubokban sláger lett. 1982-ben Turner a Heaven 17 mellékprojektjének, a B.E.F.-nek a Music of Quality and Distinction Volume 1 című albumán is szerepelt, a Ball of Confusion című dallal. A Ball of Confusion című dalhoz klipet forgatott, amelyet az MTV, az újonnan induló zenei videócsatorna sugárzott, így ő lett az egyik első színesbőrű amerikai művész, aki műsoridőt kapott a csatornán. Szintén 1982-ben Turner vendégként szerepelt Chuck Berry televíziós különkiadásában a nyugat-hollywoodi The Roxyban.

### 1983–2000: A nagy visszatérés és világhírnév
1983-ig már csak kisebb sikerű előadónak számított, és főleg hotelek báltermeiben és klubokban lépett fel az Egyesült Államokban. A Ritznél töltött második időszaka alatt, 1983-ban leszerződött a Capitol Recordshoz. 1983 novemberében kiadta Al Green Let’s Stay Together című dalának feldolgozását, melynek producere B.E.F. volt. A dal több európai listán is szerepelt, köztük az Egyesült Királyságban a 6. helyen. Az Egyesült Államokban a dal a Billboard Hot 100-as listáján a 26., a Hot Dance Club Songs listáján az 1., a Hot Black Singles listáján pedig a 3. helyen végzett.
A kislemez meglepetésszerű sikere után a Capitol Records zöld utat adott egy stúdióalbumnak. Turnernek két hét állt rendelkezésére, hogy felvegye a Private Dancer albumot, amely 1984 májusában jelent meg. A Billboard 200-as listán a 3., az Egyesült Királyságban pedig a 2. helyig jutott. A Private Dancer ötszörös platina minősítést kapott az Egyesült Államokban, és világszerte 10 millió példányban kelt el, ezzel a legsikeresebb albumává vált. Szintén 1984 májusában a Capitol kiadta az album második kislemezét, a What’s Love Got to Do with It-et"; a dalt korábban a Bucks Fizz popegyüttes vette fel. Az album megjelenését követően Turner csatlakozott Lionel Richie turnéjához előzenekaraként.
1984. szeptember 1-jén a What’s Love Got to Do with It című dallal elérte első és egyetlen első helyét a Billboard Hot 100-as listáján. Az ezt követő Better Be Good to Me és a Private Dancer című kislemezek mind amerikai Top 10-es slágerek volt. Ugyanebben az évben David Bowie-val duettezett Iggy Pop Tonight című dalának feldolgozásában. A novemberben kislemezként megjelent dal az Egyesült Királyságban és az Egyesült Államokban is az 53. helyen végzett.

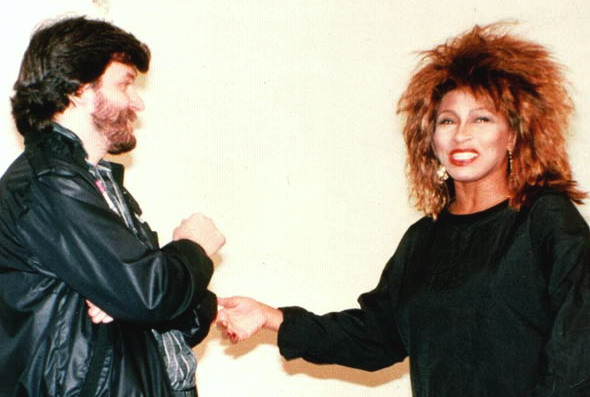
Veljko Despottal Grazban, 1985-ben

Turner akkor tetőzte be visszatérését, amikor a 27. Grammy-díjátadón három Grammy-díjat nyert, köztük Az év felvételének járó Grammy-díjat a What’s Love Got to Do with It-ért. 1985 februárjában elindult második világkörüli turnéjára, hogy népszerűsítse a Private Dancer albumot. Két estét az angliai Birminghamben, a NEC Arénában filmre rögzítettek, és később koncertfilmként kiadták. Ez idő alatt az USA for Africa We Are the World című jótékonysági dalban is közreműködött énekesként.
A sikere folytatódott, amikor Ausztráliába utazott, hogy Mel Gibson oldalán szerepeljen az 1985-ös Mad Max 3. című posztapokaliptikus filmben. A filmben tíz év után először kapott színészi szerepet; ő alakította az elbűvölő Entity nénit, Csereváros uralkodóját. A megjelenés után a kritikusok általában pozitívan fogadták az alakítását. A film világsiker volt, az Egyesült Államokban több mint 36 millió dolláros bevételt hozott. Turner később megkapta a NAACP Image díját A legjobb színésznő kategóriában a filmben nyújtott alakításáért. Két dalt vett fel a filmhez, a We Don’t Need Another Hero (Thunderdome) és a One of the Living címűeket; mindkettő sláger lett, az utóbbival Grammy-díjat nyert A legjobb női rockénekes kategóriában. 1985 júliusában Turner fellépett a Live Aid-en Mick Jagger oldalán. Fellépésük sokkolta a nézőket, amikor Jagger letépte a szoknyáját. Turner kiadott egy duettet, It’s Only Love címmel Bryan Adamsszel. A dalt Grammy-díjra jelölték, a videóklip pedig elnyerte az MTV Video Music Awardot A legjobb színpadi előadásért. 
1986-ban Turner kiadta hatodik szólóalbumát, a Break Every Rule-t, amely négy országban az első helyig jutott, és a megjelenés első évében több mint ötmillió példányban kelt el világszerte. Az album csak az Egyesült Államokban és Németországban több mint egymillió példányban kelt el. Az albumon szerepeltek a Typical Male, a Two People, a What You Get Is What You See, és a Grammy-díjas Back Where You Started című kislemezek. Az album megjelenése előtt Turner kiadta önéletrajzi könyvét I, Tina címmel, amely bestseller lett. Még abban az évben csillagot kapott a Hollywood Walk of Fame-en. A Break Every Rule World Tour, amely 1987 márciusában kezdődött Münchenben, Németországban, a harmadik legnagyobb bevételt hozó turné volt abban az évben Észak-Amerikában. 1988 januárjában Turner mintegy 180 000 ember előtt lépett fel a brazíliai Rio de Janeiróban található Maracanã Stadionban, ezzel Guinness-rekordot állított fel a szólóelőadók között, mint a legnagyobb fizetős koncertlátogatottság. 1988 áprilisában Turner kiadta a Tina Live in Europe című albumot, amely Grammy-díjat nyert A legjobb női rockénekes kategóriában. Miután a turné végeztével egy kis szünetet tartott, 1989-ben a Foreign Affair című albummal jelentkezett. Nyolc országban, köztük az Egyesült Királyságban (Ötszörös platina) listavezető lett. Az Egyesült Királyságban ez volt az első első listavezető albuma. Az album több mint hatmillió példányban kelt el világszerte, és megjelent róla a The Best című nemzetközi slágere.
1990-ben elindult a Foreign Affair európai turnéjára, amely közel négymillió nézőt vonzott – ezzel megdöntötte a Rolling Stones által korábban felállított európai turnérekordot. 1991 októberében Turner kiadta első, Simply the Best című Greatest Hits-gyűjteményét, amelyből világszerte hétmillió példányt adtak el.. Az Egyesült Királyságban ez az énekesnő legsikeresebb albuma, több mint kétmillió eladott példányával nyolcszoros platina minősítést szerzett.
1991-ben Ike & Tina Turner bekerült a Rock and Roll Hall of Fame-be. Ike Turner akkoriban börtönben ült, Tina Turner pedig nem vett részt az eseményen.. Turner a sajtósán keresztül közölte, hogy a turné után szabadságra megy, és „érzelmileg nem érezte magát alkalmasnak arra, hogy visszatérjen az Egyesült Államokba, és úgy reagáljon az ünnepi estére, ahogyan ő szeretné”. Phil Spector vette át a díjat a nevükben.
1993-ban jelent meg a What’s Love Got to Do with It című félig önéletrajzi film. A film főszerepében Angela Bassett alakította Tina Turnert és Laurence Fishburne Ike Turnert; szerepükért A legjobb női főszereplő és A legjobb férfi főszereplő Oscar-díjaira jelölték őket. Bár nem vett részt a filmben, Turner hozzájárult a What’s Love Got to Do with It filmzenéjéhez, újra felvéve régi dalokat és számos új dalt. A filmzene I Don’t Wanna Fight című kislemeze Top 10-es sláger volt az Egyesült Államokban és az Egyesült Királyságban. 1993-ban Turner elindította a What's Love? turnéját, amely elsősorban Észak-Amerikát érintette, de néhány koncertet adott Ausztráliában, Ázsiában és Európában is.
1995-ben Turner visszatért a stúdióba, és kiadta a GoldenEye című dalt, amelyet Bono és a U2-s The Edge írt az Aranyszem című James Bond-filmhez. 1996-ban Turner kiadta a Wildest Dreams albumot, amelyet a Wildest Dreams turné kísért. 1999 szeptemberében, 60. születésnapja előtt Turner kiadta tizedik és egyben utolsó szólóalbumának, a Twenty Four Seven-nek első kislemezeként a táncos hangulatú When the Heartache Is Over című dalt. A kislemez sikere és az azt követő turné hozzájárult ahhoz, hogy a RIAA arany minősítést adjon az albumnak. A Twenty Four Seven Tour volt a 2000-es év legnagyobb bevételt hozó turnéja, több mint 120 millió dolláros bevétellel. A Wembley Stadionban adott két koncertjét David Mallet rendező rögzítette, és a One Last Time Live in Concert című DVD-n jelent meg. 2000 júliusában a svájci Zürichben tartott koncertjén Turner bejelentette, hogy a turné után visszavonul.

### 2000–2023: 21. századi karrier

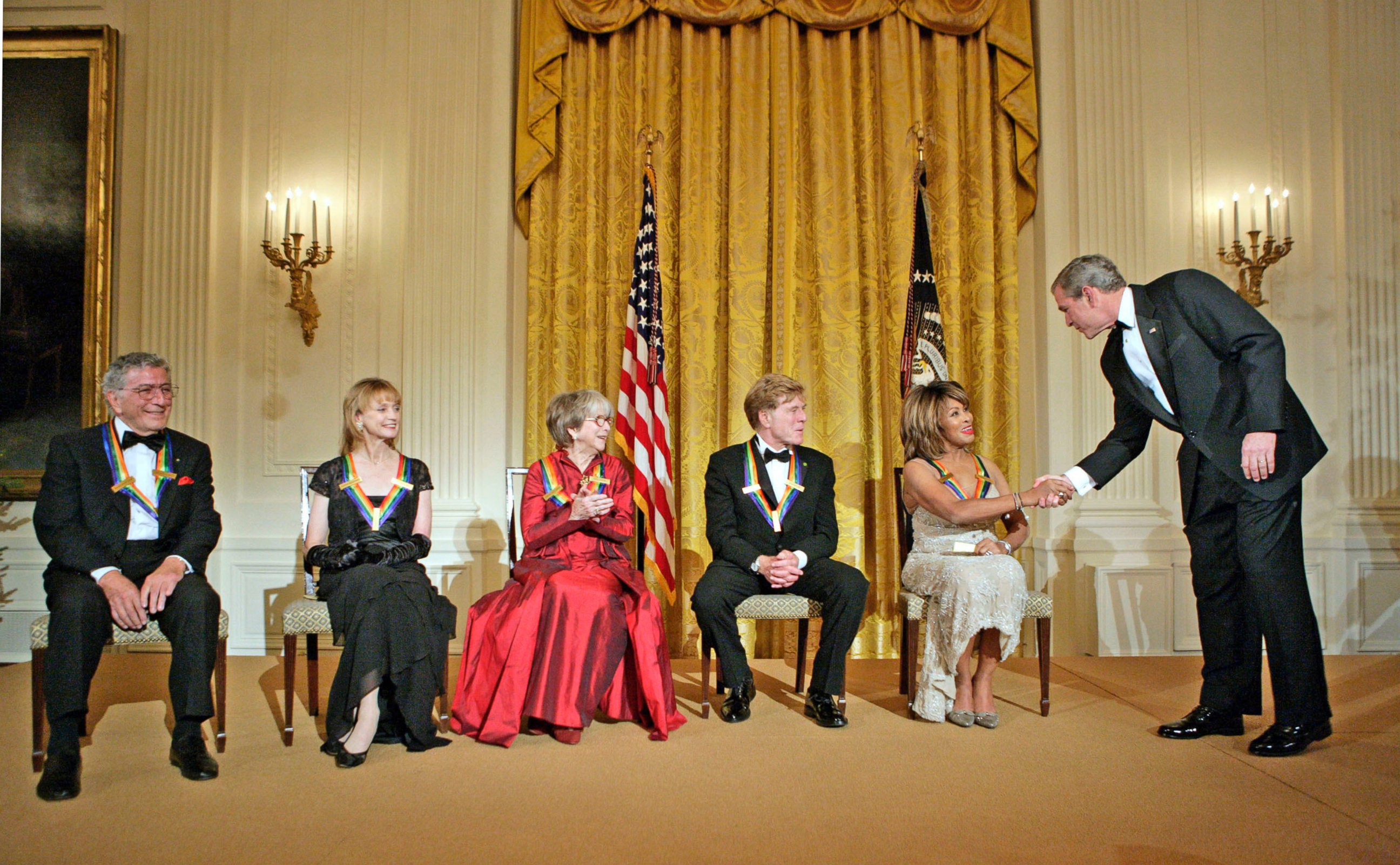
George W. Bush amerikai elnök gratulál neki a Kennedy Center Honors ceremónián a Fehér Ház keleti termében 2005. december 4-én. Balról a többi kitüntetett: Tony Bennett énekes, Suzanne Farrell táncosnő, Julie Harris színésznő és Robert Redford színész.

2004 novemberében Turner kiadta az All the Best című albumát, amely a Billboard 200-as albumlistán a 2. helyen debütált, ami a legmagasabb listás albuma az Egyesült Államokban. Az album három hónappal a megjelenése után platinalemez lett az Egyesült Államokban, és hét másik országban, köztük az Egyesült Királyságban is elérte a platina státuszt.
2005 decemberében Washingtonban átvehette az Egyesült Államok egyik legnagyobb elismeréssel járó művészeti díját a Kennedy Center Honors életműdíjat, ezzel beválasztották a szórakoztató művészek elit csoportjába.
Turner 2008 februárjában a Grammy-díjátadón tért vissza a nyilvánosság elé, ahol Beyoncé mellett lépett fel. Ezen kívül Grammy-díjat nyert a River: The Joni Letters című albumon való közreműködéséért. 2008 októberében Turner közel tíz év után először indult turnéra a Tina!: 50th Anniversary Tour keretein belül. A turné kíséretében Turner kiadott egy Greatest Hits-összeállítást. A turné hatalmas sikert aratott, és minden idők egyik legsikeresebb turnéja lett. 2009-ben Turner hivatalosan is visszavonult a színpadi szerepléstől.
2009-ben Turner társalapítója volt egy globális zenei alapítványnak, a Beyond Foundationnek, Regula Curti svájci keresztény zenésszel és Dechen Shak-Dagsay svájci tibeti buddhistával. Turner négy spirituális, illetve lélekemelő zenei albumot adott ki a Beyond együttessel együttműködőve: Buddhist and Christian Prayers (2009), Children (2011), Love Within (2014) és Awakening (2017). Az alapítvány 2023-ig bezárólag aktív, és lehetővé teszi a világ különböző részeiről származó zenei művészek együttműködését.
2010 áprilisában, főként a Rangers Football Club szurkolóinak online kampányának köszönhetően, Turner 1989-es slágere, a The Best visszatért az Egyesült Királyság kislemezlistájára, és a 9. helyen végzett. Ezzel Turner lett az első női előadó az Egyesült Királyság slágerlistáinak történetében, aki hat egymást követő évtizedben (1960–2010-es évtized) is a top 40-es slágerlistán szerepelt. 2011-ben következett a Beyond második albuma, a Children – With Children United in Prayer, amely ismét felkerült a slágerlistára Svájcban. Turner az albumot németországi és svájci tévéműsorokban való fellépéssel népszerűsítette. 2013 áprilisában Turner 73 évesen jelent meg a Vogue magazin német kiadásának címlapján, ezzel ő lett a legidősebb ember, aki a Vogue címlapján szerepelt. 2014 februárjában a Parlophone Records kiadott egy új összeállítást Love Songs címmel.

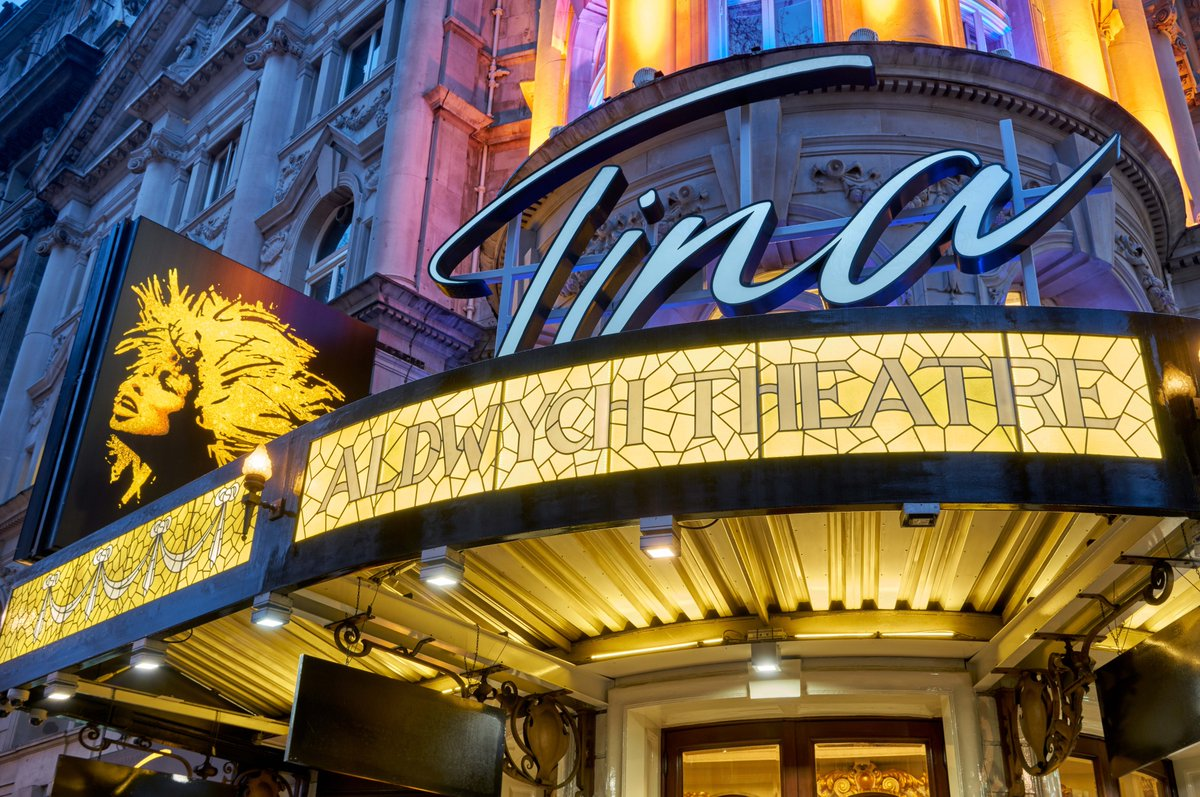
A Tina című musicalt játsszák az Aldwych Színházban a West Enden, 2019 szeptemberében

2016 decemberében Turner bejelentette, hogy Phyllida Lloyddal és a Stage Entertainmenttel közösen dolgozik az élettörténetén alapuló Tina című musicalen. Az előadást 2018 áprilisában mutatták be a londoni Aldwych Színházban Adrienne Warren főszereplésével. Warren 2019 őszén újra eljátszotta szerepét a Broadwayn.
Turner 2018-ban Grammy Életmű-díjat kapott, második memoárja, a My Love Story pedig 2018 októberében jelent meg. 2020-ban együttműködött Kygo norvég producerrel a What’s Love Got to Do with It című dal remixén. Ezzel a kiadvánnyal ő lett az első előadó, akinek hét egymást követő évtizedben volt top 40-es slágere az Egyesült Királyságban.
2020-ban jelent meg harmadik könyve, a Happiness Becomes You: A Guide to Changing Your Life for Good. A könyvet Taro Gold amerikai szerzővel és Regula Curti svájci énekesnővel közösen írta. Az Amazon szerkesztői a 2020-as év legjobb nonfiction könyvének választották. 2021-ben Turner szerepelt a Dan Lindsay és T.J. Martin által rendezett Tina című dokumentumfilmben.
2021 októberében Turner 50 millió dollárért eladta zenei katalógusát a BMG Rights Managementnek, a zenéjének forgalmazásával továbbra is a Warner Music foglalkozik. Még abban a hónapban Turner szólóelőadóként bekerült a Rock and Roll Hall of Fame-be, és a díjat élő kapcsolaton keresztül vette át a svájci Zürich melletti otthonából.
Tina Turner vagyonát 2022-ben 225 millió svájci frankra (mintegy 225 millió dollárra) becsülte a Bilanz svájci üzleti magazin.

## Magánélete

### Párkapcsolatai

#### Ike Turner

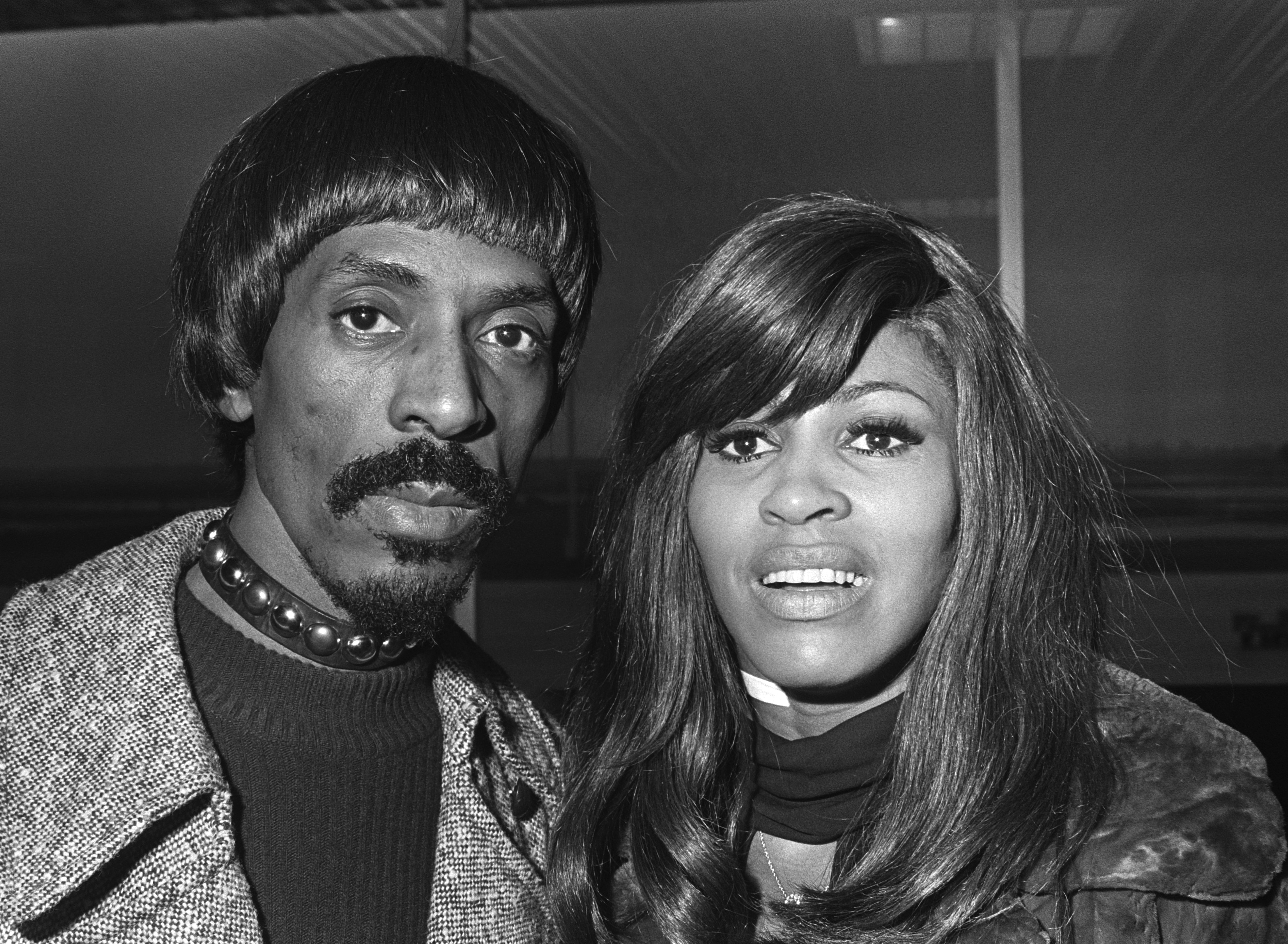
Ike & Tina Turner az amszterdami Schiphol repülőtéren 1971-ben

Turner úgy jellemezte korai kapcsolatát Ike Turnerrel, mint egy „testvérpár egy másik életből”. Plátói barátságban voltak 1957-es megismerkedésüktől 1960-ig. Viszonyuk akkor kezdődött, amikor Ike még együtt élt barátnőjével, Lorraine Taylorral.
Az A Fool In Love felvétele után Turner közölte Ike-kal, hogy nem akarja folytatni a kapcsolatukat; a férfi válaszul fejbe vágta egy fa cipőhordozóval. Turner felidézte, hogy ez az eset volt az első alkalom, amikor a férfi „félelmet keltett” benne, de úgy döntött, hogy vele marad, mert „tényleg törődött vele”. Miután 1960 októberében megszületett fiuk, Ronnie, 1962-ben Los Angelesbe költöztek, és Tijuanában összeházasodtak. 1963-ban Ike házat vásárolt a View Park negyedben. Ronnie fiukat, Turner fiát, Craiget, és Ike két fiát (Ike Jr. és Michael) St. Louisból hozták magukkal, hogy velük éljenek. Később az I, Tina című könyvében elárulta, hogy Ike bántalmazó és kicsapongó volt a házasságuk során, ami 1968-ban öngyilkossági kísérletéhez vezetett, amikor túladagolta magát válium tablettákkal. Azt mondta: „Az Ike-kal való kapcsolatom volt az, ami a legboldogtalanabbá tett. Eleinte nagyon szerelmes voltam belé. Nézd, mit tett értem. De teljesen kiszámíthatatlan volt.” Később, idős korában Ike-nál bipoláris zavart diagnosztizáltak.
Turner hirtelen hagyta el Ike-ot, miután 1976. július 1-jén a dallasi Statler Hiltonba menet összevesztek. Mindössze 36 centtel és egy Mobil hitelkártyával a zsebében menekült az autópálya túloldalán lévő Ramada Innbe. Július 27-én Turner kibékíthetetlen ellentétekre hivatkozva beadta a válókeresetet. A válókeresetében havi 4000 dollár tartásdíjat, havi 1000 dollár gyermektartást, valamint fiai, Craig és Ronnie felügyeleti jogát kérte. A válást 1978. március 29-én véglegesítették. A végleges válási határozatban Turner felelősséget vállalt az elmaradt koncertekért, valamint az IRS zálogjogáért. Turner megtartotta a dalszerzői jogdíjakat az általa írt dalokból, de Ike megkapta a kiadói jogdíjakat a saját és az ő szerzeményei után. Turner megtartotta továbbá két Jaguárját, szőrméit, ékszereit és művésznevét. Ike-nak adta a Bolic Sound lemezstúdiójukból, kiadóvállalataikból és ingatlanjaikból való részesedését, ő pedig megtartotta négy autóját. Több promóter pénzt vesztett, és perelt, hogy visszaszerezzék a veszteségüket. Turner majdnem két éven át étkezési utalványokból élt, és kisebb klubokban játszott, hogy kifizesse az adósságait.
Ike Turner többször is kijelentette, hogy hivatalosan sosem voltak házasok, mert a házasságkötésük idején törvényesen egy másik nővel volt házas. Azonban törvényes házasságot kötöttek, és mégis hivatalos válóperre került sor. Azt is kijelentette, hogy Turner születési neve Martha Nell Bullock volt (nem Anna Mae Bullock). Több szerződésen is Martha Nell Turner néven írta alá a hivatalos nevét.
A Takin’ Back My Name című önéletrajzi könyvében Ike Turner így nyilatkozott: „Persze, megütöttem Tinát. Voltak veszekedéseink, és volt, amikor gondolkodás nélkül a földre vágtam. De soha nem vertem meg”. Egy 1999-es interjúban a The Roseanne Show-ban Roseanne Barr felszólította Ike-ot, hogy nyilvánosan kérjen bocsánatot Turnertől. 2007-ben Ike a Jetnek azt mondta, hogy még mindig szereti őt, és írt egy levelet, amelyben bocsánatot kért, amiért „ilyen dolgoknak tette ki őt és a gyerekeket”, de soha nem küldte el.
2007. december 12-én bekövetkezett halála után Turner rövid nyilatkozatot adott ki szóvivőjén keresztül: „Tina több mint 30 éve nem tartotta a kapcsolatot Ike-kal. További kommentárokat nem fűzünk hozzá”. Turner nővére, Alline még mindig sógorának tekintette Ike-ot, és részt vett a temetésén. Phil Spector bírálta Tina Turnert a temetésen. Turner 2018-ban a The Sunday Timesnak azt mondta, hogy „mint idős ember, megbocsátottam neki, de nem dolgoznék vele. Azt kérte, hogy még egy turnéra menjek vele, én pedig azt mondtam: 'Nem, semmiképpen sem'. Ike nem volt olyan valaki, akinek meg lehetett volna bocsátani, és visszafogadni”.

#### Erwin Bach
1986-ban találkozott Erwin Bach német zenei vezetővel, akit az európai lemezkiadója (EMI) küldött, hogy üdvözölje Turnert a düsseldorfi repülőtéren. Bach több mint tizenhat évvel volt nála fiatalabb. Kezdetben barátok voltak, de még abban az évben randizni kezdtek. 2013 júliusában, 27 év után polgári szertartás keretében összeházasodtak a svájci Küsnachtban, a Zürichi-tó partján.

### Gyerekei
Turnernek két biológiai fia született: az egyik a Kings of Rhythm szaxofonosával, Raymond Hill-lel, Raymond Craig néven, aki 1958. augusztus 20-án született, a másik pedig Ike Turnerrel, Ronald "Ronnie" Renelle Turner, aki 1960. október 27-én született. Ike Turner két gyermekét is sajátjaként nevelte. Turner 18 éves volt, amikor legidősebb fiának életet adott. Ike Turner nevére vette Raymond Craig Hillt, és a nevét Craig Raymond Turnerre változtatta. Craig 2018 júliusában öngyilkosságot követett el.
Turner kisebbik fia, Ronnie, basszusgitározott a Manufactured Funk nevű zenekarban Patrick Moten dalszerzővel és zenésszel. Ronnie mindkét szülője zenekarában is játszott. Rajta keresztül született Turner két unokája. Felesége Afida Turner francia énekesnő. Ronnie 2022 decemberében halt meg vastagbélrák szövődményeiben.
Turner válóperének idején Ike elküldte négy fiukat Tinához, és pénzt adott neki egy havi lakbérre. Ike Turner Jr. hangmérnökként dolgozott a Bolic Soundnál és rövid ideig Turnernek a válása után, később Grammy-díjat nyert apja Risin’ with the Blues című albumának producereként. Ike Turner Jr. kijelentette, hogy ő és testvérei távolságtartó kapcsolatot ápolnak édesanyjukkal (Tina). Turner az I, Tina című önéletrajzi könyvében azt írta, hogy válása után „egy kicsit elhidegült” minden fiától, kivéve Craiget. 1989-ben Turner azt nyilatkozta a TV Weeknek, hogy „még mindig ott van a fiúknak”, de a halála előtti években arról szóltak a hírek, hogy Turner elhidegült a fiaitól.

### Lakóhely, állampolgárság és vagyon
Turner 1994-ben a Zürichi-tó partján fekvő Küsnachtba költözött. Korábban Kölnben, Londonban és Los Angelesben rendelkezett ingatlanokkal, valamint egy Anna Fleur nevű villával a francia Riviérán.
2013-ban Turner beadta jelentkezését a svájci állampolgárságra, kijelentve, hogy lemond az amerikai állampolgárságáról. A lemondást azzal indokolta, hogy már nem kötődik erősen az Egyesült Államokhoz, és „nem tervezi, hogy a jövőben ott tartózkodjon”. Áprilisban kötelező állampolgársági vizsgát tett, amely a német nyelv (Zürich kanton hivatalos nyelve) és a svájci történelem felsőfokú ismeretét tartalmazta. 2013. április 22-én megkapta a svájci állampolgárságot, illetve mellé svájci útlevelét. Turner 2013. október 24-én írta alá a berni amerikai nagykövetségen az amerikai állampolgárságról való lemondáshoz szükséges papírokat.
Turner vagyonát 2022-ben 225 millió svájci frankra (mintegy 225 millió dollárra) becsülte a Bilanz című svájci üzleti magazin.

## Betegsége és halála

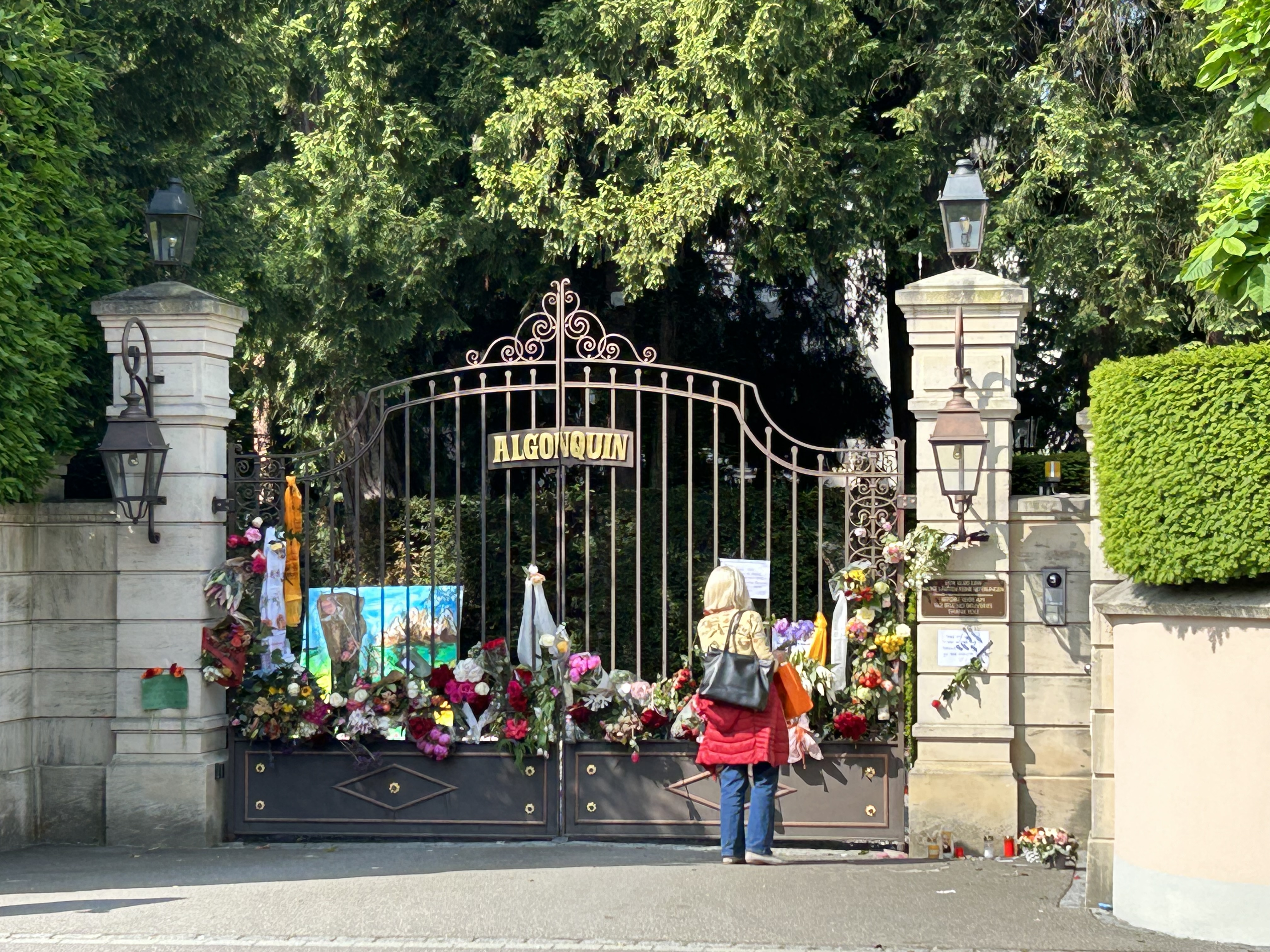
A svájci küsnachti villájának kapuja, két nappal 2023. május 24-i halála után

Turner a 2018-as My Love Story című memoárjában elárulta, hogy több súlyos betegsége is volt. 1978 óta magas volt a vérnyomása, ami többnyire kezeletlen maradt, és ami vesekárosodáshoz és végül veseelégtelenséghez is vezetett.
2013-ban, három héttel az Erwin Bachhal kötött házassága után agyvérzést kapott, és újra meg kellett tanulnia járni. 2016-ban bélrákot diagnosztizáltak nála. Miközben homeopátiával próbálta kezelni az egészségügyi problémáit, azok egyre rosszabbodtak.
A veseátültetés esélyeit alacsonynak ítélték, és sürgették, hogy kezdje meg a dialízist. 2019-ben fontolóra vette az eutanáziát, amely Svájcban legális.[forrás?] Jelentkezett az Exit International tagságára, amely az önkéntes eutanázia legalizálását támogatja; de a férje végül felajánlotta, hogy vesét adományoz a transzplantációhoz. Ő elfogadta ezt és 2017 tavaszán veseátültetésen esett át.
2023. május 24-én, 83 éves korában, évek óta tartó betegség után az otthonában, Küsnachtban halt meg.

## Emlékezete
2023. november 5-én a magyar fővárosban, Budapesten, az Erkel Színházban tartottak koncertet a legendás énekesnő emlékére.

## Diszkográfia (válogatás)
Stúdióalbumok
| Ike & Tina Turner - The Soul of Ike & Tina Turner (1961) - Dynamite! (1962) - Don’t Play Me Cheap (1963) - It’s Gonna Work Out Fine (1963) - Get It – Get It (1966) - River Deep – Mountain High (1966) - So Fine(1968) - Outta Season (1969) - Cussin', Cryin’ & Carryin’ On (1969) - The Hunter (1969) - Come Together (1970) - Workin’ Together (1970) - ’Nuff Said (1971) - Feel Good (1972) - Let Me Touch Your Mind (1973) - Nutbush City Limits (1973) - The Gospel According to Ike & Tina (1974) - Sweet Rhode Island Red (1974) - Delilah’s Power (1977) | Szólóelőadóként - Tina Turns the Country On (1974) - Acid Queen (1975) - Rough (1978) - Love Explosion (1979) - Private Dancer (1984) - Break Every Rule (1986) - Foreign Affair (1989) - Simply the Best (1991) - What’s Love Got To Do With It (1993) - Wildest Dreams (1996) - Twenty Four Seven (1999) |

## Turnéi
- 1977: Tina Turner Tour[239]
- 1978: Tina Turner ’78 Tour[240]
- 1979: Tina Turner Show ’79 Tour (Wild Lady of Rock)[241]
- 1981–83: Tina Turner Tour (Nice ’n’ Rough)[242]
- 1984: 1984 World Tour[243]
- 1985: Private Dancer World Tour[244]
- 1987–1988: Break Every Rule World Tour[245]
- 1990: Foreign Affair: The Farewell Tour[246]
- 1993: What's Love? Tour[247]
- 1996–97: Wildest Dreams Tour[248]
- 2000: Twenty Four Seven Tour[249]
- 2008–09: Tina!: 50th Anniversary Tour[250]

### Felvezető előadóként
- 1981: The Rolling Stones American Tour 1981 (a Rolling Stones koncertje előtt)[251]
- 1981: Worth Leavin’ Home For Tour (Rod Stewart koncertje előtt)[252]
- 1984: Can’t Slow Down Tour (Lionel Richie koncertje előtt)[253]

## Filmográfia
| Év   | Film                                           | Szerep                  | Megjegyzések                                                      |
| ---- | ---------------------------------------------- | ----------------------- | ----------------------------------------------------------------- |
| 1966 | The Big T.N.T. Show                            | Önmaga                  | A T.A.M.I. Show folytatása                                        |
| 1970 | It's Your Thing                                | Önmaga                  | Dokumentumfilm az Isley Brothers koncertjéről a Yankee Stadionban |
| 1970 | Gimme Shelter                                  | Önmaga                  | Dokumentumfilm a Rolling Stones 1969-es amerikai turnéjáról       |
| 1971 | Soul to Soul                                   | Önmaga                  | Dokumentumfilm a ghánai függetlenség napi koncertről              |
| 1971 | Taking Off                                     | Önmaga                  | [ 254 ]                                                           |
| 1971 | Good Vibrations from Central Park              | Önmaga                  | [ 257 ]                                                           |
| 1975 | Tommy                                          | The Acid Queen          | [ 254 ]                                                           |
| 1975 | Ann-Margret Olsson                             | Önmaga                  | TV-műsor                                                          |
| 1975 | Poiret est à vous                              | Önmaga                  | TV varietéműsor                                                   |
| 1978 | Sgt. Pepper's Lonely Hearts Club Band          | Our Guests at Heartland | [ 260 ]                                                           |
| 1982 | Chuck Berry: Live at the Roxy with Tina Turner | Önmaga                  | [ 254 ]                                                           |
| 1985 | Mad Max 3.                                     | Entity néni             | [ 254 ]                                                           |
| 1993 | What's Love Got to Do with it                  | Önmaga                  | Angela Bassett énekhangja, archív felvételek is szerepelnek       |
| 1993 | Tina Turner: Girl From Nutbush                 | Önmaga                  | Dokumentumfilm                                                    |
| 1993 | Az utolsó akcióhős                             | Polgármester            | [ 254 ]                                                           |
| 2012 | Ike & Tina on the Road: 1971–72                | Önmaga                  | Bob Gruen rockfotós által forgatott dokumentumfilm                |
| 2021 | Tina                                           | Önmaga                  | Dokumentumfilm                                                    |

## Könyvei
- I, Tina: My Life Story (1986)[263]
- My Love Story: A Memoir, Atria Books (2018)[264]
- Happiness Becomes You: A Guide to Changing Your Life for Good, Atria Books (2020)[265]
- Tina Turner: That's My Life Archiválva 2022. október 16-i dátummal a Wayback Machine-ben[266]

### Magyarul
- Tina Turner–Kurt Loder: Én, Tina. Életem regénye; ford. Kósa Edit; Hírnök, Budapest,1989
- Életem szerelme; közrem. Deborah Davis, Dominic Wichmann, ford. Nagy Boldizsár; Kossuth, Budapest, 2019
- Az én love storym; közrem. Deborah Davis, Dominic Wichmann, ford. Nagy Boldizsár; Könyvmolyképző, Szeged, 2023

## Bibliográfia
- Bego, Mark. Tina Turner: Break Every Rule. Taylor Trade Publishing (2005). ISBN 1-58979-253-X ISBN 9781461626022
- Bronson, Fred. The Billboard Book of Number 1 Hits: The Inside Story Behind Every Number One Single on Billboard's Hot 100 from 1955 to the Present. Billboard Books (2003). ISBN 0-8230-7677-6
- Takin' Back My Name: The Confessions of Ike Turner. Virgin Books (1999). ISBN 9781852278502
- Collis, Jon. Ike Turner- King of Rhythm. London: The Do Not Press (2003). ISBN 978-1-904316-24-4
- Turner, Tina. Tina Turner: The Shocking Story of a Battered Wife Who Escaped to Fame and Fortune (1986. november 1.)
- Fissinger, Laura. Tina Turner. Ballantine Books (1985). ISBN 0-345-32642-3
- Gates, Henry Louis. Africana: Arts and Letters: An A-to-Z Reference of Writers, Musicians, and Artists of the African American Experience. Running Press (2005). ISBN 0-7624-2042-1[halott link]
- Gulla, Bob. Icons of R&B and Soul, Vol. 1: An Encyclopedia of The Artists Who Revolutionized Rhythm. ABC-CLIO (2008). ISBN 978-0-31334-044-4
- Hasday, Judy L.. Tina Turner: Black Americans of Achievement. Chelsea House Publications (1999. június 1.). ISBN 0-7910-4967-1
- Kiersh, Ed. Ike's Story (1985)
- Koenig, Teresa. Tina Turner (Center Stage). Crestwood House (1986). ISBN 0-89686-305-0
- Mabery, D.L.. Tina Turner. Lerner Publishing Group (1986). ISBN 0-8225-1609-8
- McKeen, William. Rock & Roll Is Here to Stay: An Anthology. W. W. Norton & Company (2000). ISBN 0-39304-700-8
- Norris, Sharon. Haywood County: Tennessee. Arcadia Publishing (2000. szeptember 1.). ISBN 978-0-73850-605-0
- Orth, Maureen. Proud Tina: Tina Turner, The Importance of Being Famous (2004. május 6.). ISBN 978-0-80507-545-8
- I, Tina: My Life Story. Avon Books (1986). ISBN 0-380-70097-2
- Turner, Tina. Tina Turner: My Love Story. Atria Books (2018). ISBN 9781501198243
- Whitburn, Joel. The Billboard Book of Top 40 Hits: Complete Chart Information About America's Most Popular Songs and Artists, 1955–2003 (2004). ISBN 0-8230-7499-4
- Wynn, Ron. Tina: The Tina Turner Story. Collier Books (1985. augusztus 1.). ISBN 0-02007-780-7